# Tour der australischen Rugby-Union-Nationalmannschaft nach Europa 1939/40
Die Tour der australischen Rugby-Union-Nationalmannschaft nach Europa 1939/40 hätte eine Reihe von Freundschaftsspielen der Wallabies, der Nationalmannschaft Australiens in der Sportart Rugby Union umfassen sollen, konnte aber wegen des Ausbruchs des Zweiten Weltkriegs nicht wie geplant durchgeführt werden. Das Team reiste im Juli 1939 in Richtung Großbritannien ab und kam dort kurz vor der britischen Kriegserklärung an das Deutsche Reich an, weshalb es wieder die Heimreise antreten musste. Das einzige Spiel fand auf dem Rückweg während eines Zwischenhalts in der indischen Metropole Bombay statt.

## Ereignisse
Die Queensland Rugby Union und die New South Wales Rugby Union, die führenden Verbände des Landes (ein nationaler Verband entstand erst 1949) kamen überein, dass die australische Nationalmannschaft nach fast drei Jahrzehnten wieder eine Europatour unternehmen sollte. Die letzte hatte 1908/09 stattgefunden, während die Tour von 1927/28 lediglich von der Auswahl New South Wales Waratahs bestritten worden war. Geplant war eine zehn Monate dauernde Tour mit insgesamt 28 Spielen, darunter je ein Test Match gegen die vier Home Nations. Sie sollte am 16. September beginnen und am 6. Januar 1940 mit dem Höhepunkt, dem Spiel gegen England, abgeschlossen werden. Als Mannschaftskapitän war Vayro Wilson vorgesehen, als Manager Wally Matthews und als Assistent Jeff Noseda.
Am 21. Juli 1939 stachen die Wallabies mit der Mooltan in Sydney in See. Nach einem Zwischenhalt in Marseille traf das Schiff am 2. September im Hafen von Plymouth ein, einen Tag vor der Kriegserklärung Großbritanniens an das Deutsche Reich. Matthews reiste umgehend nach Twickenham, wo ihm die Verbandsspitze der Rugby Football Union mitteilte, dass die Tour unter diesen Umständen sofort abgesagt werden müsse. Die Wallabies waren daraufhin eine Zeitlang als Touristen unterwegs und wurden unter anderem im Buckingham Palace von König George VI. und Königin Elizabeth empfangen. Ebenso halfen die Spieler dabei, Sandsäcke vorzubereiten, um das Twickenham Stadium gegen Luftangriffe zu sichern. Nach nur zehn Tagen Aufenthalt traten die Wallabies die Heimreise an. Das Team wollte unbedingt wenigstens ein Rugbyspiel auf der Tournee spielen und nutzte daher einen Zwischenstopp in Bombay. Es trat dort gegen eine Auswahl des Bombay Gymkhana Club an und gewann mit 21:0. Schließlich kehrten die Wallabies am 25. Oktober 1939 nach Sydney zurück.